# Коваленко Ніна Федорівна
Ніна Федорівна Коваленко (нар. 18 серпня 1943) — українська радянська діячка, ветеринарний фельдшер колгоспу імені Калініна Березнегуватського району Миколаївської області. Депутат Верховної Ради СРСР 8-го скликання.

## Біографія
Народилася в родині залізничника Федора Даниловича Звягинцева. Освіта середня спеціальна: закінчила Новополтавський зооветеринарний технікум Миколаївської області. Член ВЛКСМ.
З 1963 року — ветеринарний фельдшер колгоспу імені Калініна смт. Березнегувате Березнегуватського району Миколаївської області.
Потім — на пенсії в смт. Березнегувате Миколаївської області.